# QKI
A Quaking homólogo, contendo KH domínio de ligação de ARN é uma enzima que em humanos é codificada pelo gene QKI.
QKI pertence a uma família de proteínas de ligação a RNA chamadas proteínas STAR para Transdução de Sinal e Ativação de RNA. Eles possuem um domínio de homologia de HNRNPK (KH) incorporado em uma região de 200 aminoácidos chamada domínio GSG. Outros membros desta família incluem SAM68 (KHDRBS1) e SF1. Mais dois novos membros são KHDRBS3 e KHDRBS2.
O gene QKI está implicado como sendo importante na esquizofrenia, e o QKI controla a tradução de muitos genes relacionados a oligodendrócitos.